# Metamyiophasia nigricauda
Metamyiophasia nigricauda là một loài ruồi trong họ Tachinidae.